# Manly Council
Koordinaten: 33° 48′ S, 151° 17′ O

Manly Council war ein lokales Verwaltungsgebiet (LGA) im australischen Bundesstaat New South Wales. Manly gehörte zur Metropole Sydney, der Hauptstadt von New South Wales. Das Gebiet war 15 km² groß und hatte zuletzt etwa 40.000 Einwohner. 2016 ging es im neu gegründeten Northern Beaches Council auf.
Manly lag an der Pazifikküste nördlich der Mündung des Hafens von Sydney am North Harbour etwa 10 km nordöstlich des Stadtzentrums. Das Gebiet beinhaltete 19 Stadtteile: Balgowlah Heights, Clontarf, Dobroyd Head, Eastern Hill, Fairlight, Fairy Bower, Forty Baskets Beach, Little Manly, Manly, Manly East, Manly West, North Head, Seaforth, North Steyne, South Steyne und Teile von Balgowlah, North Balgowlah, Bantry Bay und North Seaforth. Der Verwaltungssitz des Councils befand sich im Stadtteil Manly an der Küste.

## Städtepartnerschaften
Manly unterhielt mit folgenden Städten und Stadtbezirken Partnerschaften.
- Stadt Bath, Großbritannien
- Stadt Odawara, Japan
- Stadt Selma, USA
- Stadtbezirk Haeundae-gu, Busan, Südkorea
- Stadtbezirk Taitō, Tokio, Japan

## Verwaltung
Der Manly Council hatte zwölf Mitglieder, elf Councillor sowie ein Vorsitzender und Mayor (Bürgermeister) wurden von den Bewohnern der LGA gewählt. Manly war nicht in Bezirke untergliedert.